# Deborah Jeane Palfrey
Deborah Jeane Palfrey, född 18 maj 1956, död 1 maj 2008, var ägare till en stor amerikansk eskortbyrå och kallades DC Madam av media. Hon begick självmord  efter ha dömts för bland annat utpressning, att ha använt post för olaglig verksamhet samt pengatvätt.